# Predrag Jokić
Vladimir Gojković (czarn.  Предраг Јокић, ur. 3 lutego 1983) – czarnogórski piłkarz wodny. Srebrny medalista olimpijski z Aten.
Zawody w 2004 były jego pierwszymi igrzyskami olimpijskimi. Po medal sięgnął jako reprezentant Serbii i Czarnogóry. Pod tym szyldem był również mistrzem Europy w 2003 i mistrzem świata w 2005. Po uzyskaniu przez Czarnogórę niepodległości wziął udział w dwóch igrzyskach (IO 08 i IO 12) w jej barwach, na obu imprezach Czarnogórcy zajmowali czwarte miejsce. W 2008 był mistrzem Europy, a w 2012 srebrnym medalistą tej imprezy.